# Leadington (Misuri)
Leadington es una ciudad ubicada en el condado de St. Francois en el estado estadounidense de Misuri. En el Censo de 2010 tenía una población de 422 habitantes y una densidad poblacional de 181,85 personas por km².

## Geografía
Leadington se encuentra ubicada en las coordenadas 37°50′4″N 90°28′51″O / 37.83444, -90.48083. Según la Oficina del Censo de los Estados Unidos, Leadington tiene una superficie total de 2.32 km², de la cual 2.32 km² corresponden a tierra firme y (0%) 0 km² es agua.

## Demografía
Según el censo de 2010, había 422 personas residiendo en Leadington. La densidad de población era de 181,85 hab./km². De los 422 habitantes, Leadington estaba compuesto por el 95.73% blancos, el 0.24% eran afroamericanos, el 0.24% eran amerindios, el 0.71% eran asiáticos, el 0% eran isleños del Pacífico, el 0.47% eran de otras razas y el 2.61% pertenecían a dos o más razas. Del total de la población el 2.13% eran hispanos o latinos de cualquier raza.